# Sofia Guilhermina de Saxe-Coburgo-Saalfeld
Sofia Guilhermina de Saxe-Coburgo-Saalfeld (em alemão:  Sophie Wilhelmine; Saalfeld, 9 de agosto de 1693 — Rudolstadt, 4 de dezembro de 1727) foi uma princesa de Saxe-Coburgo-Saalfeld por nascimento e princesa de Schwarzburg-Rudolstadt por casamento.

## Biografia
Sofia Guilhermina era filha mais velha do segundo casamento de João Ernesto IV, Duque de Saxe-Coburgo-Saalfeld com a condessa Carlota Joana de Waldeck-Wildungen, filha do conde Josias II de Waldeck-Wildungen. O laço entre a família Saalfeld e a família do marido de Sofia fortaleceu-se ainda mais quando, anos depois do seu casamento, o seu irmão, Francisco Josias, se casou com a sua cunhada, a princesa Ana Sofia. As relações próximas com a corte religiosa de Rudolstadt também levou a um aumento de religiosidade em Saxe-Coburgo-Saalfeld. O meio-irmão de Sofia Guilhermina, o duque Cristiano Ernesto II, apoiou este desenvolvimento.

## Casamento e descendência
A 8 de fevereiro de 1720, Sofia Guilhermina casou-se em Saalfeld com o príncipe Frederico António de Schwarzburg-Rudolstadt. O casal teve os seguintes filhos:
1. João Frederico de Schwarzburg-Rudolstadt (8 de janeiro de 1721 - 10 de julho de 1767), casado com a duquesa Bernardina Cristina Sofia de Saxe-Weimar-Eisenach; com descendência.
2. Sofia Guilhermina de Schwarzburg-Rudolstadt (4 de junho de 1723 - 13 de setembro de 1723), morreu aos três meses de idade.
3. Sofia Albertina de Schwarzburg-Rudolstadt (30 de julho de 1724 - 5 de abril de 1799), morreu solteira e sem descendência.

## Genealogia
| Sofia Guilhermina de Saxe-Coburgo-Saalfeld | Pai: João Ernesto IV, Duque de Saxe-Coburgo-Saalfeld | Avô paterno: Ernesto I, Duque de Saxe-Gota         | Bisavô paterno: João II de Saxe-Weimar            |
| Sofia Guilhermina de Saxe-Coburgo-Saalfeld | Pai: João Ernesto IV, Duque de Saxe-Coburgo-Saalfeld | Avô paterno: Ernesto I, Duque de Saxe-Gota         | Bisavó paterna: Doroteia Maria de Anhalt          |
| Sofia Guilhermina de Saxe-Coburgo-Saalfeld | Pai: João Ernesto IV, Duque de Saxe-Coburgo-Saalfeld | Avó paterna: Isabel Sofia de Saxe-Altemburgo       | Bisavô paterno: Isabel de Brunswick-Wolfenbüttel  |
| Sofia Guilhermina de Saxe-Coburgo-Saalfeld | Pai: João Ernesto IV, Duque de Saxe-Coburgo-Saalfeld | Avó paterna: Isabel Sofia de Saxe-Altemburgo       | Bisavó paterna: João Filipe de Saxe-Altemburgo    |
| Sofia Guilhermina de Saxe-Coburgo-Saalfeld | Mãe: Carlota Joana de Waldeck-Wildungen              | Avô materno: Josias II de Waldeck-Wildungen        | Bisavô materno: Filipe VII de Waldeck             |
| Sofia Guilhermina de Saxe-Coburgo-Saalfeld | Mãe: Carlota Joana de Waldeck-Wildungen              | Avô materno: Josias II de Waldeck-Wildungen        | Bisavó materna: Ana Catarina de Sayn-Wittgenstein |
| Sofia Guilhermina de Saxe-Coburgo-Saalfeld | Mãe: Carlota Joana de Waldeck-Wildungen              | Avó materna: Guilhermina Cristina de Nassau-Siegen | Bisavô materno: Guilherme de Nassau-Hilchenbach   |
| Sofia Guilhermina de Saxe-Coburgo-Saalfeld | Mãe: Carlota Joana de Waldeck-Wildungen              | Avó materna: Guilhermina Cristina de Nassau-Siegen | Bisavó materna: Cristina de Erbach                |